# Map of Science
Map of Science er et forsøg at kortlægge relationerne og diversiteten mellem forskellige naturvidenskabelige discipliner.
Et forskerhold har forsøgt at kortlægge sammenhængen mellem de videnskabelige discipliner. Det er gjort ved at sortere 800.000 artikler ud i 776 forskellige knudepunkter, kaldt paradigmer. Et knudepunkt er et videnskabeligt emne som f.eks. proteinkemi. Kortet fremstår som et netværk af farvede cirkler, knudepunkterne, i forskellige størrelser som viser, hvor mange artikler der falder ind under emnet, og længden af linjerne mellem cirklerne viser, hvor tæt de er forbundne, målt på antal citater mellem de to knudepunkter. 